# Dasophrys hirsutus
Dasophrys hirsutus är en tvåvingeart som först beskrevs av Ricardo 1920.  Dasophrys hirsutus ingår i släktet Dasophrys och familjen rovflugor. Inga underarter finns listade i Catalogue of Life.